# Gustav Epple

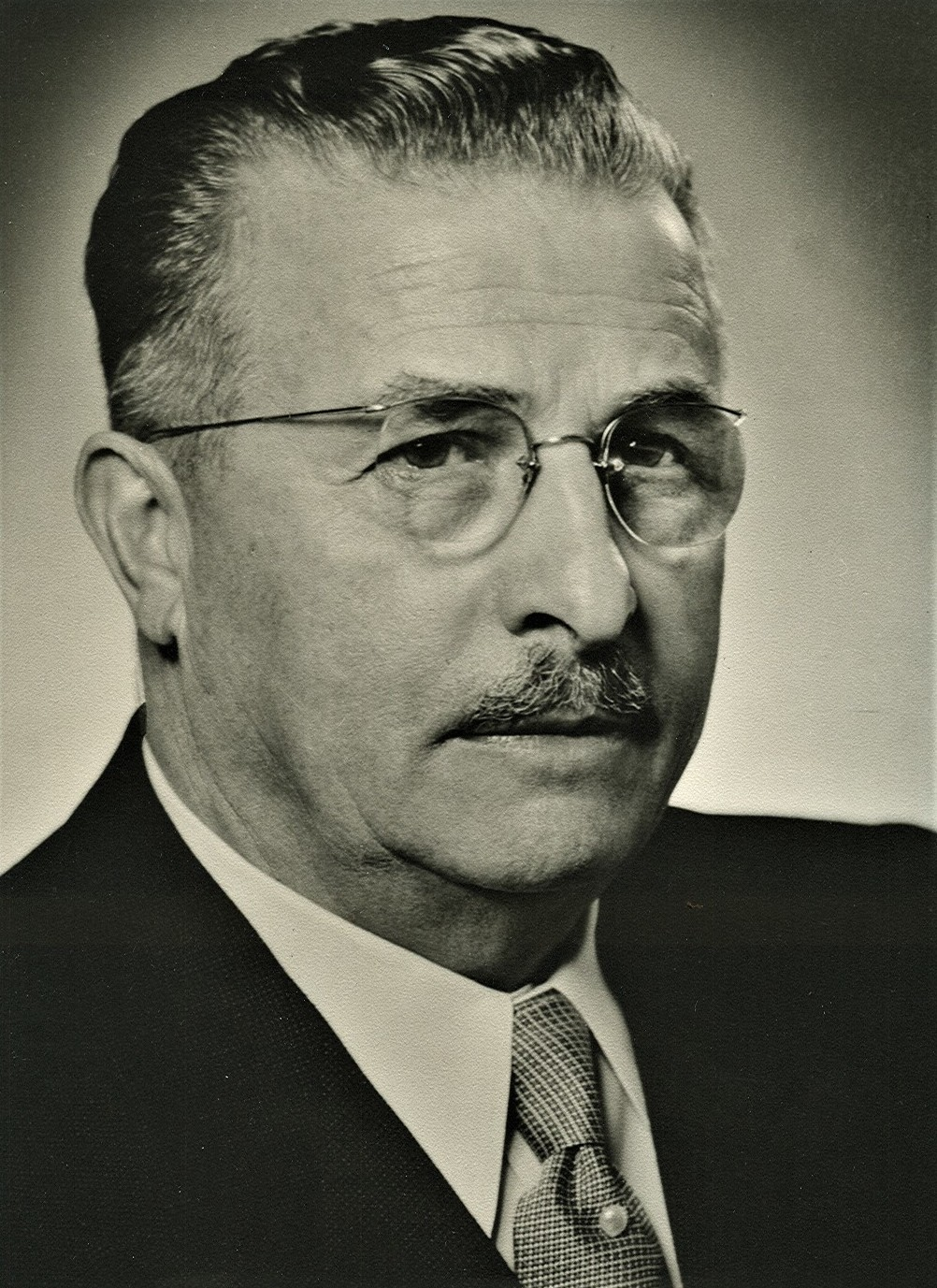
Gustav Epple in den frühen 1950er-Jahren

Gustav Epple (* 8. Oktober 1883 in Botnang bei Stuttgart; † 31. Oktober 1955 in Stuttgart-Süd) war ein deutscher Bauunternehmer in Stuttgart.

## Leben
Gustav Epple wurde 1883 in Botnang als Sohn des dortigen Rössle-Wirts Wilhelm Epple (1843–1913) und dessen Ehefrau Dorothe Epple geborene Gramm (1851–1917) geboren. Nach dem Besuch der Botnanger Volksschule studierte er an der Staatsbauschule Stuttgart Bauwesen.

### Berufliche Laufbahn
Am 24. Oktober 1909 übernahm Gustav Epple die Zimmerei Dietrich im ein Jahr zuvor nach Stuttgart eingemeindeten „Höhenluftkurort“ Degerloch und hatte „mit unternehmerischem Wagemut und Weitblick durch unermüdlichen Fleiß und sorgfältiges, solides Arbeiten eines der angesehensten und größten Bauunternehmen des Landes geschaffen und den Namen der Firma Gustav Epple und ihre Qualitätsarbeit in ganz Deutschland bekannt gemacht“. Das Werksgelände lag westlich der Filderbahnlinie nach Möhringen an der Straße zur Siedlung Sonnenberg. Es wurde 1986 nach dem Verkauf der Eppleschen Grundstücke von Siemens Nixdorf übernommen und überbaut. Zahlreiche Wohngebäude, Fabriken, Schulen, Krankenhäuser, Geschäftsgebäude, Straßen, Brücken, Türme, Hallen und Kirchen – und dies weit über den deutschen Südwesten hinaus – wurden von seinem Bauunternehmen ausgeführt. Gustav Epple galt seinen Zeitgenossen als „eine in seiner Art seltene und glückliche Verbindung von Techniker und Kaufmann, von Handwerker und Künstler“.

### Während der NS-Zeit
Die Gustav Epple war auch unter dem NS-Regime sehr erfolgreich und konnte seine Einnahmen bedeutend steigern. Er war 1933 zwangsweise – wie er sagte – in die NSDAP eingetreten. Seine Firma erhielt als „nationalsozialistischer Musterbetrieb“ die „Goldene Fahne“. Für Aufträge der Reichswehr baute er 1942 eine Baracke in der Wiesentalstraße 1 für „russische Zivilarbeiter“, also Zwangsarbeiter. Nach dem Krieg wurden von der amerikanischen Militärregierung drei Immobiliengeschäfte von Epple überprüft. Eines betraf das Haus von Sigmunde Friedmann, die 1944 in Theresienstadt ermordet wurde.
Epple wurde 1947 im Entnazifizierungs-Verfahren als „minderbelastet“ eingestuft und musste einen „Sühnebeitrag“ von 2000 DM bezahlen. Maßgeblich waren die zahlreichen positiven Zeugnisse von NS-Kritikern wie dem Architekt Hugo Keuerleber oder dem Atomphysiker Heinz Maier-Leibniz, dessen Schwester Magdalena dem NS-„Euthanasie“-Programm zum Opfer fiel. Auch 19 seiner Arbeitskräfte bescheinigten ihm unpolitisches Verhalten und Sorge um seine Arbeiter.

### Nachkriegszeit
In der 1959 zum 50-jährigen Jubiläum des Unternehmens erschienenen Festschrift hieß es hierzu: „Gewiß tragen die guten sozialen Einrichtungen der Firma das ihre dazu bei, um Freude an der Arbeit zu schaffen, aber ohne die freiwillige Verbundenheit, die langjährige Betriebstreue der vielen altbewährten Mitarbeiter konnte es nicht zu diesen Leistungen kommen. Ihr Arbeitsgeist war die Grundlage der erreichten Ziele, und wo könnte er schöner und offener zum Ausdruck kommen als in dem nachfolgenden Wandspruch von 1929, der von der ganzen Belegschaft ihrem Meister Gustav Epple gewidmet wurde.“
Ob Maurer ob Erdknecht ob Zimmergesell

Wir bilden zusammen ein großes Kartell.

Und ruft uns der Meister zur Arbeit heran,

So stellt von uns jeder den rührigen Mann.

Doch nicht nur im goldenen Sonnenschein

Mags regnen und schneien, die Arbeit muß sein.

Die Arbeit muß sein zu jeglicher Zeit. –

Drum Meister, wir sind für Dich immer bereit.

### Tod

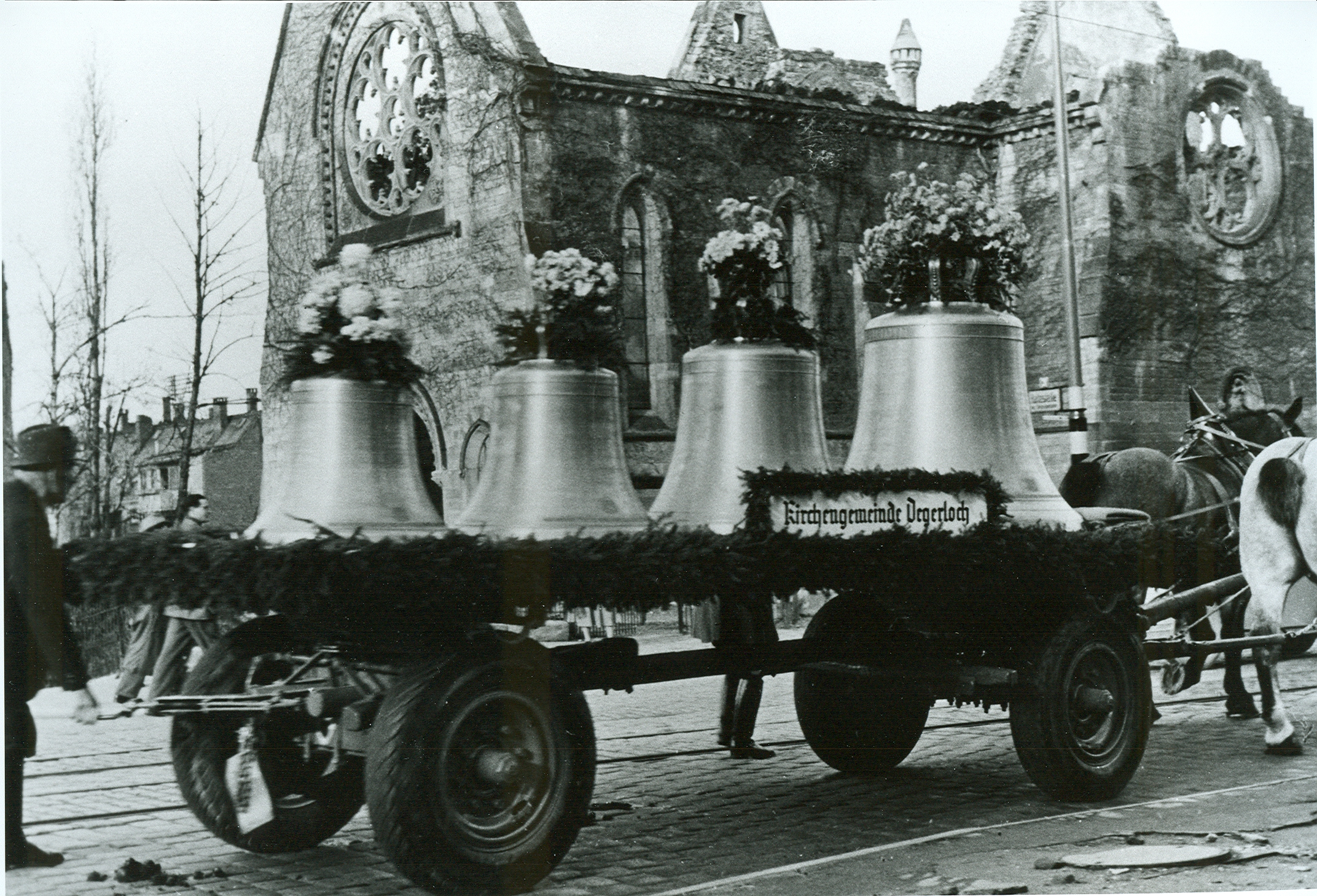
Das Eppelsche Gespann mit den von ihm gestifteten Kirchenglocken 1949

Am 31. Oktober 1955, zwei Tage nach Inbetriebnahme des damaligen SDR-Fernsehsenders auf dem Stuttgarter Fernsehturm, starb Gustav Epple kurz nach der Einlieferung ins Stuttgarter Marienhospital an einem Riss in der Aorta. Die offizielle Einweihung des Fernsehturms am 5. Februar 1956 erlebte er nicht mehr. Bei der Trauerfeier auf dem Werksgelände rühmten zahlreiche Repräsentanten des öffentlichen Lebens in ihren Ansprachen sein Lebenswerk, sein Können und sein soziales Verhalten. Seine Bauleute, halb Degerloch und etliche Schulklassen standen an seinem Sarg. Es sang der Werkschor und es läuteten die Glocken der Degerlocher Michaelskirche. Diese hatte er 1949 als Ersatz für die im Krieg eingeschmolzenen Vorgänger gestiftet, in der traditionsreichen Glockengießerei Kurtz an der Stuttgarter Heusteigstraße anfertigen lassen und auf dem von seinen belgischen Kaltblütern gezogenen Langholzfuhrwerk die Neue Weinsteige hinauffahren lassen. Seine Beisetzung auf dem Degerlocher Waldfriedhof war das größte Begräbnis, das dieser Friedhof bis dahin gesehen hatte, bis dann 1963 Theodor Heuss wenige Schritte von Gustav Epple entfernt bestattet wurde.

## Familie

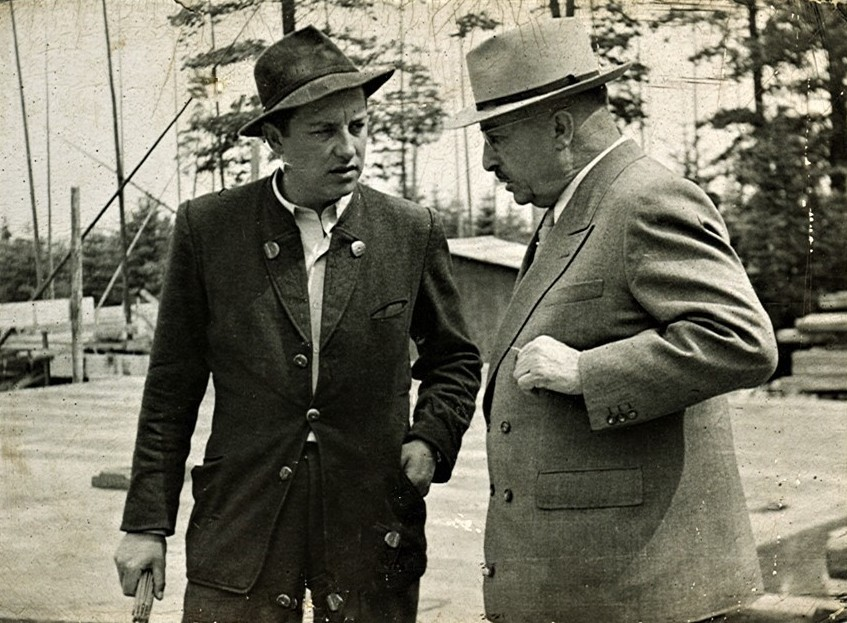
Gustav Epple mit Sohn Fritz Epple

Gustav Epple heiratete 1910 in Stuttgart Else Zimmermann (1889–1926), Tochter des königlich württembergischen Brunnenmeisters und späteren Hofinstallateurs Samuel Zimmermann (1857–1930).
Das Paar hatte drei Kinder, zwei Wochen nach der Geburt des jüngeren Sohns starb Else Epple unmittelbar nach der Heimkehr aus der Klinik an einer Embolie.
- Die Tochter Helene Epple (1911–1994) heiratete 1935 den Kaufmann Walter Pfleiderer (1907–1960). Früh verwitwet und kinderlos geblieben, wurde sie zu einer ihrem Vater in nichts nachstehenden Wohltäterin und brachte ihr gesamtes Vermögen in die 1994 gegründete Helene-Pfleiderer-Stiftung ein.
- Der älteste Sohn Gustav Epple, genannt Gustl (1919–1944), der eines Tages den Betrieb vom Vater übernehmen sollte, wird seit dem Zweiten Weltkrieg in der Sowjetunion als Oberleutnant vermisst.
- Der jüngere Sohn, Bauingenieur Fritz Epple (1926–1989), übernahm nach dem Tod des Vaters den Betrieb. Er heiratete 1952 Gloria Ursula Keuerleber, Tochter des Stuttgarter Architekten und Inhaber des Lehrstuhls Architektur der Technischen Hochschule Stuttgart Professor Hugo Keuerleber (1883–1949). Aus dieser Ehe gingen zwei Kinder hervor: die Tochter Barbara, verheiratete Leiner (1953–2008), und Sohn Gustav (* 1960).

Nach dem Tod seiner Ehefrau Else heiratete Gustav Epple 1927 die im Vorjahr verwitwete Schwester seiner Frau, Helene Lang geborene Zimmermann (1894–1958); diese Ehe blieb kinderlos.

## Ehrungen
- Ehrensenator der Hochschule für Technik Stuttgart
- Großes Verdienstkreuz des Verdienstordens der Bundesrepublik Deutschland (Bundesverdienstkreuz)
- Ehrenmeister der Stuttgarter Handwerkskammer[10]
- 1957 wurde die Degerlocher Hauptstraße, die vormalige „Schweizer Chaussee“, von „Tübinger Straße“ in „Epplestraße“ umbenannt.

## Bauwerke

### Zwischenkriegszeit

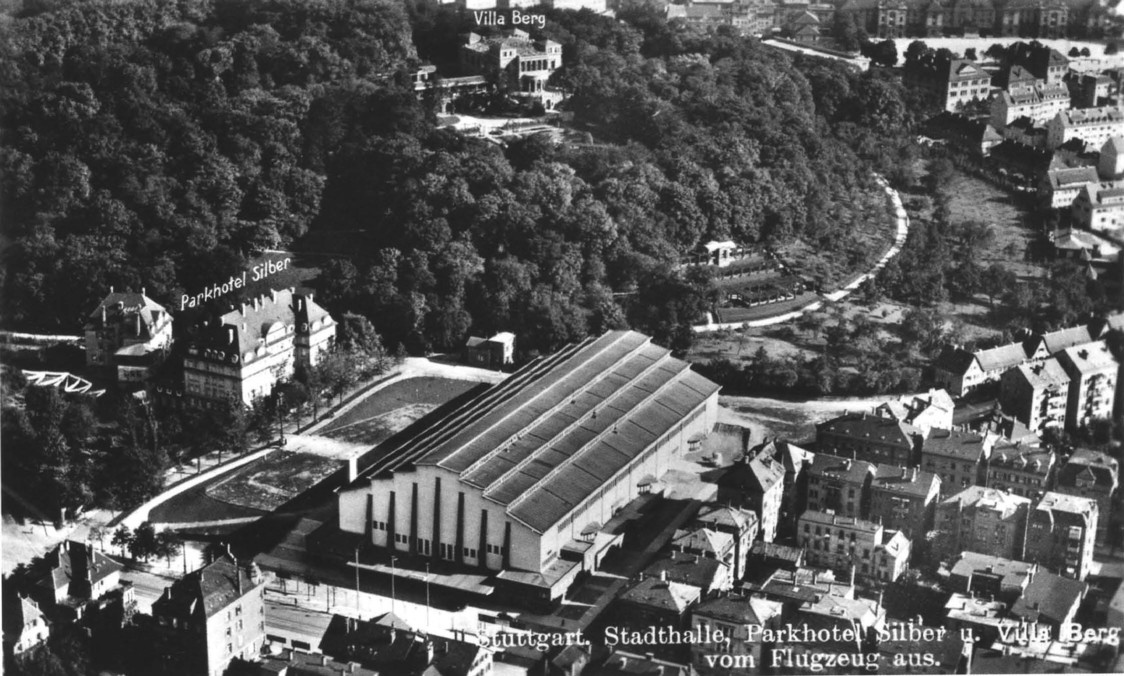
Stadthalle Stuttgart (um 1930)

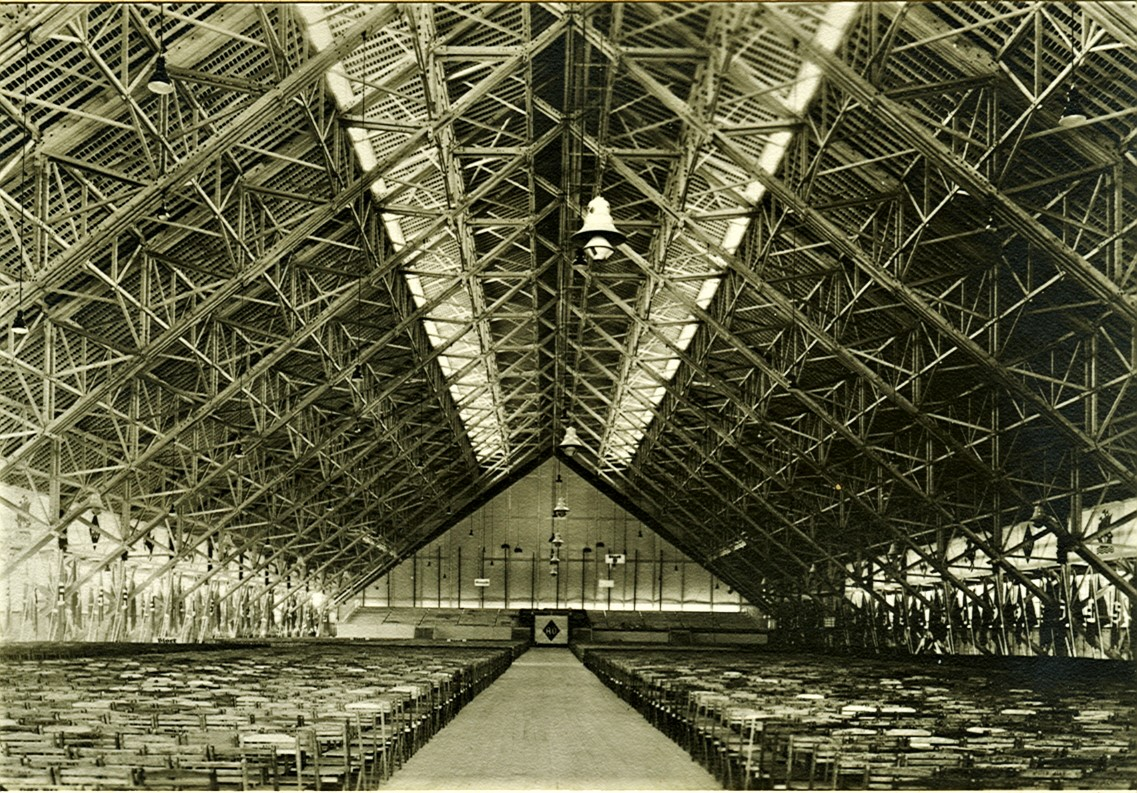
Schwabenhalle auf dem Cannstatter Wasen

- 1925–1926: Stadthalle Stuttgart an der Neckarstraße (im Zweiten Weltkrieg zerstört). Heute steht dort das für den Süddeutschen Rundfunk 1972–1976 nach Plänen des Architekten Rolf Gutbrod ebenfalls von der Bauunternehmung Epple errichtete Stuttgarter Funkhaus.
- 1929: Wagenhalle für die Städtische Filderbahn in Stuttgart
- 1936: „KdF-Stadt“ in Berlin. In nur fünfwöchiger Bauzeit errichtet zu den XI. Olympischen Sommerspielen in Berlin, bestehend aus einer großen (3500 Plätze) und vier kleineren Hallen (je circa 1000 Plätze).[11] Ein Teil der hölzernen Ausstellungsbauten wurde nach Beendigung der Wettkämpfe nach Nürnberg gebracht und auf dem heutigen Areal des 1. FC Nürnberg wieder aufgebaut, wo die Hallen 1942 nach einem Bombenangriff abbrannten.[12]
- 1937: Schwabenhalle auf dem Cannstatter Wasen in Stuttgart. „Größte Holzhallenkonstruktion Europas“ für 20.000 Zuschauer; Spannweite 64 Meter, Hallenlänge 160 Meter, Höhe 29 Meter; im Zweiten Weltkrieg zerstört.

### Nachkriegszeit

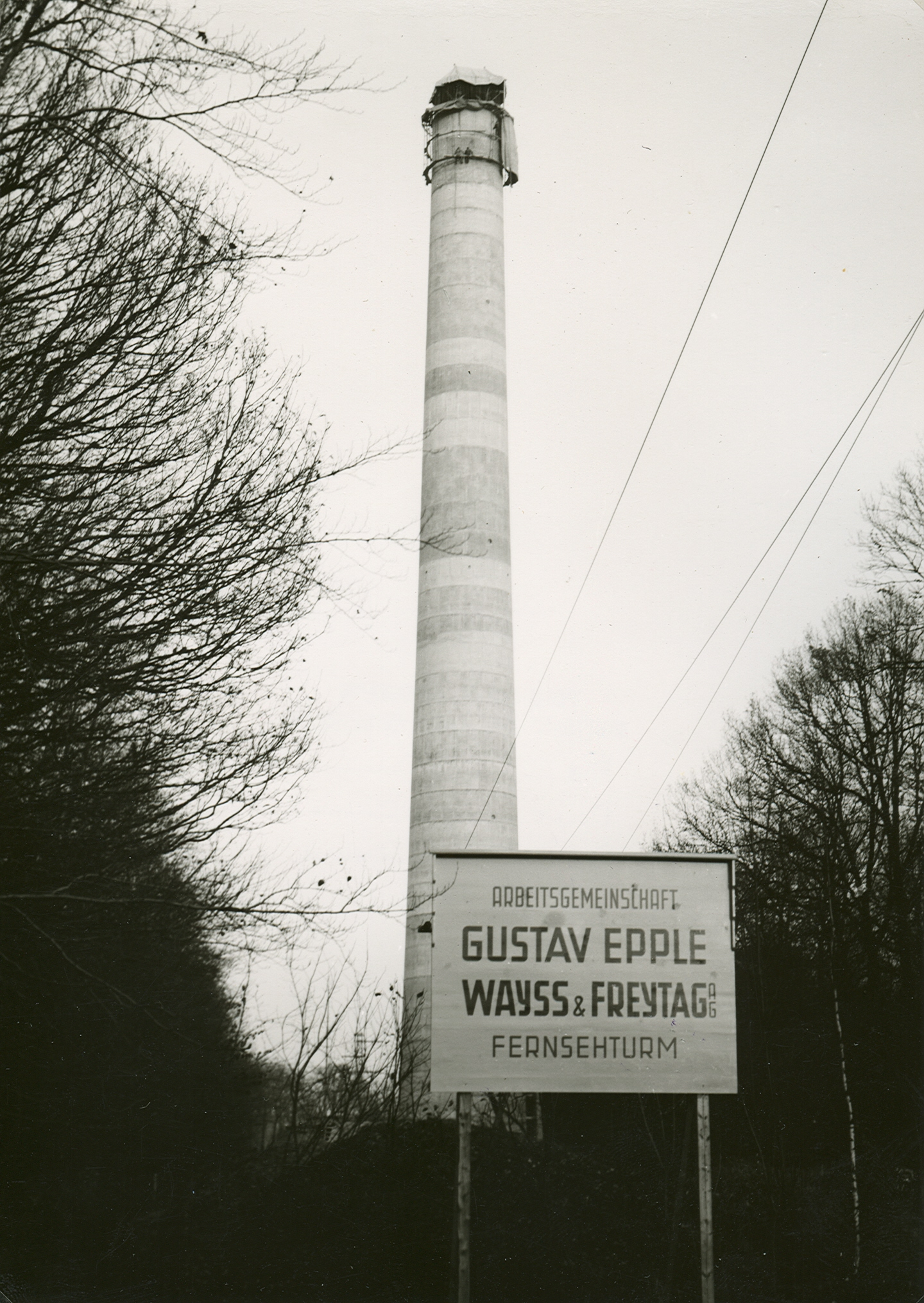
Stuttgarter Fernsehturm im Bau (1954)

- 1945–1948: Wiederaufbau der 1893 von Karl von Leibbrand errichteten, am Kriegsende von der Wehrmacht gesprengten König-Karls-Brücke in Stuttgart-Bad Cannstatt
- 1945–1949: Wiederaufbau und Neubau des Daimler-Benz-Werks in Sindelfingen
- 1953–1958: Wiederaufbau der Stuttgarter Stiftskirche
- 1954–1956: Stuttgarter Fernsehturm auf dem Hohen Bopser in Stuttgart-Degerloch nach Planung von Bauingenieur Fritz Leonhardt und Architekt Erwin Heinle. Der Fernsehturm wurde als weltweit erster Turm seiner Art komplett aus Stahlbeton gebaut. Für die Bauarbeiten bildete Gustav Epple zusammen mit dem ebenfalls in Stuttgart ansässigen Bauunternehmen Wayss & Freytag eine Arbeitsgemeinschaft.
- 1955: evangelische Heilig-Geist-Kirche in Stuttgart-Degerloch
- 1955–1956: Neue Liederhalle in Stuttgart nach Plänen der Architekten Adolf Abel und Rolf Gutbrod. Das Gebäude ersetzte die 1863–1864 vom Architekten Christian Friedrich von Leins erbaute, im Zweiten Weltkrieg zerstörte Alte Liederhalle.